# Nuño Beltrán de Guzmán
Pour les articles homonymes, voir Beltran et Guzmán.
Nuño Beltrán de Guzmán ou Nuño de Guzmán, né vers 1490 à Guadalajara (royaume de Castille) et mort en 1544 en Castille, est un conquistador espagnol, président de la première audiencia créée en Nouvelle-Espagne en 1528, l'audiencia de Mexico, dont il est chassé en 1530. S'étant rebellé avec l'appui d'autres conquistadors, il crée la province de Nouvelle-Galice, mais est arrêté en 1536 et emprisonné.

## Contexte historique
En 1521, Hernan Cortés s'empare de la capitale aztèque, Mexico-Tenochtitlan, et se trouve à la tête des territoires de l'Empire aztèque, qu'il renomme Nouvelle-Espagne. Charles Quint, roi de Castille et d'Aragon, lui accorde le titre de capitaine général (1522). En 1524, Cortés fonde la ville espagnole de Mexico, qui devient la capitale de la Nouvelle-Espagne, sur les ruines de Tenochtitlan. 
En 1528, Charles Quint crée l'audiencia de Mexico.

## Biographie

### Origines familiales et formation
Nuño Beltrán de Guzmán étudie le droit à l'université d’Alcalá de Henares, mais il la quitte au bout de deux ans sans avoir obtenu de diplôme. 

### À la tête de l'audiencia de Mexico
En 1528, Charles Quint le nomme président de l'audiencia de Mexico. 
Au bout de quelques mois, il a une mauvaise réputation : il est dit « irraisonnable et arbitraire dans ses décisions par rapport aux Espagnols, cruel et brutal envers les Amérindiens »[réf. nécessaire]. 
En 1530, il est excommunié par Juan de Zumárraga, archevêque de la Nouvelle-Espagne et contraint d'abandonner ses fonctions.

### La rébellion et la création de la Nouvelle-Galice
Guzmán assemble alors une armée de 500 conquistadors mécontents et de 10 000 Amérindiens à l'aide de fonds illégaux[réf. nécessaire], et conquiert les territoires du nord et du nord-ouest du Mexique actuel, auxquels il donne le nom de « Nouvelle-Galice ».
Il crée des domaines pour lui-même et pour ses suivants, tandis qu'il empêchait les Amérindiens d'en posséder, même ceux qui l'avaient aidé. Nombre d'entre eux furent massacrés ou devinrent des esclaves[réf. nécessaire]. Il reçoit le surnom de « Guzmán le sanglant ». 
En 1535, Les colons se plaignent auprès d'Antonio de Mendoza, vice-roi de la Nouvelle-Espagne (arrivé en 1535). 
Guzmán est arrêté en 1536 ; envoyé en Espagne, il est emprisonné et meurt en prison.